# Bosselaerius hyrcanicus
Espèce
Bosselaerius hyrcanicus est une espèce d'araignées aranéomorphes de la famille des Phrurolithidae.

## Distribution
Cette espèce se rencontre en Azerbaïdjan et en Iran au Gilan, au Mazandéran et au Golestan,.

## Description
Le mâle holotype mesure 2,25 mm et la femelle paratype 3,12 mm.

## Étymologie
Son nom d'espèce lui a été donné en référence au lieu de sa découverte, l'Hyrcanie.

## Publication originale
- Zamani & Marusik, 2020 : A survey of Phrurolithidae (Arachnida: Araneae) in southern Caucasus, Iran and Central Asia. Zootaxa, no 4758(2), p. 311-329.